# Wieczfnia Kościelna (gromada)
Wieczfnia Kościelna – dawna gromada, czyli najmniejsza jednostka podziału terytorialnego Polskiej Rzeczypospolitej Ludowej w latach 1954–1972.
Gromady, z gromadzkimi radami narodowymi (GRN) jako organami władzy najniższego stopnia na wsi, funkcjonowały od reformy reorganizującej administrację wiejską przeprowadzonej jesienią 1954 do momentu ich zniesienia z dniem 1 stycznia 1973, tym samym wypierając organizację gminną w latach 1954–1972.
Gromadę Wieczfnia Kościelna z siedzibą GRN w Wieczfni Kościelnej utworzono – jako jedną z 8759 gromad na obszarze Polski – w powiecie mławskim w woj. warszawskim, na mocy uchwały nr VI/10/8/54 WRN w Warszawie z dnia 5 października 1954. W skład jednostki weszły obszary dotychczasowych gromad Bonisław, Chmielewko-Wąsosze, Kulany, Pepłowo, Pogorzel, Turowe Wielkie, Wieczfnia Kościelna i Wieczfnia Kolonia oraz część obszaru dotychczasowej gromady Załęże o obszarze 6 ha (przylegającego do południowej części granicy gromady Turowo Wielkie o długości 839 m i szerokości 70 m w kierunku szosy Wieczfnia-Nowawieś) ze zniesionej gminy Mława, a także obszar dotychczasowej gromady Bąki ze zniesionej gminy Dębsk, w tymże powiecie. Dla gromady ustalono 18 członków gromadzkiej rady narodowej.
31 grudnia 1959 do gromady Wieczfnia Kościelna przyłączono obszar zniesionej gromady Chmielewo Wielkie oraz wieś Grzybowo ze znoszonej gromady Windyki w tymże powiecie.
Gromada przetrwała do końca 1972 roku, czyli do kolejnej reformy gminnej. 1 stycznia 1973 w powiecie mławskim utworzono gminę Wieczfnia Kościelna.